# Футбольний союз Чорногорії
Футбольний союз Чорногорії (чорн. Fudbalski savez Crne Gore) — асоціація, що здійснює контроль і управління футболом в Чорногорії. Штаб-квартира розташована у Подгориці.
Асоціація організовує діяльність та здійснює керування національними збірними з футболу, включаючи головну національну збірну. Під егідою асоціації проводяться змагання у Чемпіонаті Чорногорії з футболу у Першій та Другій лігах.

## Історія
Футбольний союз Чорногорії заснований 8 березня 1931 у Цетинє під назвою «Цетиньський футбольний підсоюз», який функціонував у рамках Югославського футбольного союзу.
Як асоціація був сформований на установчих зборах 6 грудня 1948 року у Титограді. З того часу союз був частиною асоціацій СФРЮ, СРЮ і Сербії та Чорногорії.
Після здобуття незалежності 28 червня 2006 року союз став самостійною футбольною організацією. У повноправні члени УЄФА та ФІФА був прийнятий 29 травня 2007 року на конгресі у Цюриху.